# Élections municipales québécoises de 2001
Les élections municipales québécoises de 2001 sont les scrutins tenus le 4 novembre 2001 dans certaines municipalités du Québec. Elles permettent de déterminer les maires et/ou les conseillers de ces municipalités.

## Cadre législatif
Les règles en vigueur en 2001 sont que les élections municipales ont lieu à l'automne et un terme dure quatre ans. Dans certaines municipalités, les conseillers municipaux sont élus sur la base d'une division territoriale, le district, alors que dans d'autres, les élections sont tenues sans division territoriale. Ces éléments demeurent avec la nouvelle loi. Toutefois, auparavant, chaque année une partie des municipalités va en élections, sur une base rotative. De plus, dans certaines municipalités, le conseil municipal est élu en bloc, c'est-à-dire le maire et tous les conseillers vont en élections en même temps, alors que dans d'autres municipalités, une partie seulement des conseillers se retrouvent en élections, là encore de manière rotative. La nouvelle loi privilégie l'élection de tous les postes une fois tous les quatre ans la même journée. Un autre changement est l'introduction des partis politiques.
Le greffier ou secrétaire-trésorier de la municipalité est responsable d’assurer la tenue de l’élection, de veiller à son déroulement, depuis les mises en candidature jusqu’à la proclamation d’élection qui suit le scrutin. Le trésorier assure que les aspects financiers entourant les élections respectent les règles, soit le financement politique, le financement des campagnes à la direction des partis politiques et le contrôle des dépenses électorales. Le Directeur général des élections du Québec apporte un soutien aux présidents d’élection et aux trésoriers, veille à l’application des dispositions de la loi, tient le registre des partis politiques et des candidats autorisés et enfin procède aux enquêtes et aux poursuites requises, le cas échéant. La Commission de la représentation électorale supervise les exercices de délimitation des districts électoraux municipaux. Le ministère des Affaires municipales et de l'Occupation du territoire a la responsabilité d’appliquer la Loi sur les élections et les référendums dans les municipalités et de promouvoir l’exercice de la démocratie municipale.

## Résultats

### Principales villes
- Élections municipales de 2001 à Montréal
- Élections municipales de 2001 à Québec
- Élections municipales de 2001 à Laval

### Par région
1. Bas-Saint-Laurent
2. Saguenay–Lac-Saint-Jean
3. Capitale-Nationale
4. Mauricie
5. Estrie
6. Outaouais
7. Abitibi-Témiscamingue
8. Côte-Nord
9. Nord-du-Québec
10. Gaspésie–Îles-de-la-Madeleine
11. Chaudière-Appalaches
12. Lanaudière
13. Laurentides
14. Montérégie
15. Centre-du-Québec